# Aculops wahlenbergiae
Aculops wahlenbergiae är en spindeldjursart som beskrevs av David C.M. Manson 1984. Aculops wahlenbergiae ingår i släktet Aculops och familjen Eriophyidae. Inga underarter finns listade i Catalogue of Life.